# Meisterdetektiv Kalle Blomquist lebt gefährlich
| Figur              | Darsteller         | Deutscher Sprecher     |
| ------------------ | ------------------ | ---------------------- |
| Kalle Blomkvist    | Malte Forsberg     | Julius Jellinek        |
| Anders Bengtsson   | Totte Steneby      | Maximilian Lau         |
| Eva-Lotta Lisander | Josefin Årling     | Catrin Dams            |
| Polizist Björk     | Claes Malmberg     | Roland Hemmo           |
| Gren               | Lakke Magnusson    |                        |
| Sixten             | Victor Sandberg    | Maximilan Emig-Koeming |
| Benka              | Bobo Steneby       | Konrad Bösherz         |
| Jonte              | Johan Stattin      | Theo Ferrari           |
| Mörder             | Krister Henriksson | Uwe Büschken           |
| Eva-Lottas Mutter  | Catherine Hansson  | Joseline Gassen        |
| Eva-Lottas Vater   | Leif Andrée        | Torsten Münchow        |
| Kommissar Strand   | Peter Andersson    | Helmut Gauß            |

Meisterdetektiv Kalle Blomquist lebt gefährlich (Originaltitel Kalle Blomkvist – Mästerdetektiven lever farligt) ist ein Kinderfilm unter Regie von Göran Carmback und wurde 1996 erstmals im schwedischen Fernsehen gezeigt. Im Januar 1998 folgte die deutsche Fernsehausstrahlung.
Die gleichnamige Romanvorlage von Astrid Lindgren wurde zuvor 1951 als Kalle Blomquist – sein schwerster Fall verfilmt. In dieser Neuverfilmung wurde Kalle Blomquists Detektivbande um einige Jahre verjüngt, denn man fand unglaubwürdig, wenn Jugendliche als Rote und Weiße Rose um den Großmummerich kämpfen.

## Handlung
Als Eva-Lotta den in einer Scheune versteckten Großmummerich, das Maskottchen der beiden Kinderbanden, holen will, um ihn neu zu verstecken, stößt sie dort auf die Leiche des Geldverleihers Gren. Gren war wegen seiner hohen Zinsen nicht sehr beliebt. Unmittelbar davor ist Eva-Lotta einem fremden Mann begegnet, der davonlief und dabei einen Schuldschein verlor, den sie einsteckte. Sie hatte den Mann zuvor schon zufällig durchs Fenster bei Gren beobachtet, wo die beiden Männer miteinander stritten.
Eva-Lottas detaillierte Beschreibung des Verdächtigen macht sie berühmt; sie erinnert sich nur nicht mehr daran, wo der Schuldschein geblieben ist, und ohne dieses Beweisstück kommt die Polizei nicht weiter. Nachdem die Zeitung Eva-Lottas vollen Namen veröffentlicht hat, schickt ihr der Mörder eine mit Arsen vergiftete Tafel Schokolade, die sie jedoch ihren Freunden schenkt. Anders gibt seine Portion bei einer nächtlichen Aktion dem Hund Beppo, um ihn zu besänftigen. Als Beppo am nächsten Tag eine lebensgefährliche Vergiftung hat, ahnt Kalle Blomquist, dass die Schokolade vergiftet ist, findet in seiner Schokolade das Arsen durch eine chemische Analyse und alarmiert die Polizei.
Schließlich trifft Eva-Lotta erneut auf den Mörder, als sie kurz in einem verlassenen Gutshaus allein auf ihre Freunde wartet. Er bedroht sie, doch sie kann Kalle und Anders durchs Fenster informieren. Bevor sie hereinkommen, lässt Kalle durch die Rote Rose die Polizei holen. Im Gutshaus halten sie den Mörder so lange hin, bis sie ihn entwaffnen und einschließen können. Während die Polizei eintrifft, springt der Mörder durchs Fenster ins Freie und will davonfahren, doch die Rote Rose hat an seinem Wagen die Reifen zerstochen, er wird festgenommen. Schließlich erinnert sich Eva-Lotta daran, dass sie den gefundenen Schuldschein eingesteckt hat, und sie übergeben dieses Beweisstück der Polizei.

## Rezeption
Die TV Today beschreibt den Film als traditionell, unverdorben und beschaulich. Jedoch sei die erste Verfilmung des Buches pfiffiger. Demgegenüber fand Kino.de die Neuverfilmung stimmungsvoll.
Kinofenster.de nannte Meisterdetektiv Kalle Blomquist lebt gefährlich eine „spannende Geschichte mit einem positiven Ausgang“. Sie überzeuge durch „starke Kinderfiguren mit hohem Identifikationspotenzial, überraschende Wendungen und eine gute Portion Humor.“

## Belege und weiterführende Informationen
1. ↑  Meisterdetektiv Kalle Blomquist lebt gefährlich bei Fernsehserien.de
2. ↑  Meisterdetektiv Kalle Blomquist lebt gefährlich.
3. ↑  Meisterdetektiv Kalle Blomquist lebt gefährlich.
4. ↑  Meisterdetektiv Kalle Blomquist lebt gefährlich. Kalle Blomqvist – Mästerdetektiven lever farligt.

- Weitere Filmlinks:
- IMDb: Link |
- OFDb: Link |
- Filmdienst: Link |
- Cinema: Link |
- Schnittberichte: Link |
- Synchronkartei: Link |
- Prisma: Link |
- TMDb: Link |
- Letterboxd: Link |
- Moviepilot: Link |
- bearbeiten